# Monareczka srokata
Monareczka srokata, monarka srokata (Symposiachrus brehmii) – gatunek małego ptaka z rodziny monarek (Monarchidae). Występuje endemicznie na indonezyjskich wyspach Biak i Supiori. Jego naturalnym siedliskiem są subtropikalne lub tropikalne wilgotne lasy nizinne. Jest bliski zagrożenia wyginięciem.

## Taksonomia i systematyka
Gatunek ten odkrył Hermann von Rosenberg, a jako pierwszy opisał go w 1871 roku Hermann Schlegel, nadając mu nazwę Monarcha brehmii. Na początku XXI wieku monareczka srokata została przeniesiona z rodzaju Monarcha do Symposiachrus w oparciu o prace Mayr i Diamond (2001), Filardi i Smith (2005) i Filardi i Moyle (2005). Nie wyróżnia się podgatunków.

## Morfologia
Mierzy 17 centymetrów. Głowa, skrzydła, gardło i środkowe pióra ogona są ciemnobrązowe lub czarne; zewnętrzne pióra ogona, brzuch, dolna część piersi i kuper są białe. Ma również białą plamę na skrzydle oraz wąski żółtawobiały pasek wokół tylnej części pokryw usznych. Zmienność białego i żółtego ubarwienia na głowie i piersi może zależeć od płci lub wieku, samice mogą mieć białą plamę na gardle i górnej części piersi.

## Ekologia i występowanie
Gatunek ten jest ograniczony do bliźniaczych wysp Biak-Supiori położonych na północ od Nowej Gwinei. Występuje głównie w lasach pierwotnych do 600 m n.p.m., choć bywa też spotykany w lasach zdegradowanych i wtórnych. Nie migruje.
Często dołącza do stad mieszanych gatunków, gdzie żeruje na owadach. Średni czas życia pokolenia to 3,72 roku. Brak informacji o rozrodzie.

## Status i zagrożenia
W Czerwonej księdze gatunków zagrożonych Międzynarodowej Unii Ochrony Przyrody (IUCN) gatunek został zaliczony do kategorii NT (ang. Near threatened – bliski zagrożenia). Jest zagrożony utratą siedlisk – środowisko występowania monareczki srokatej jest dotknięte wyrębem lasów do celów gospodarczych i pod uprawy rolne. Liczebność wynosi 30–120 tys. ptaków lub około 20–80 tys. dojrzałych osobników, z najlepszym przybliżeniem (20–40 tys.) na dolnym poziomie tej wartości. Trend populacyjny uznaje się za malejący. Podejrzewa się, że populacja maleje z powodu utrzymującego się powolnego tempa utraty pokrywy leśnej. Obszar występowania wynosi jedynie 3600 km², gatunek może być na skraju zagrożenia, mimo że populacja nie jest poważnie rozdrobniona i istnieją części zasięgu, w których nie występują główne zagrożenia. Niemniej jednak trwająca utrata siedlisk sugeruje ciągły spadek powierzchni, zasięgu lub jakości środowiska. Ze względu na bardzo ograniczony obszar występowania, przypuszcza się, że gatunek jest bliski granicy, która kwalifikowałaby go jako zagrożony.
Klasyfikację obniżono w 2022 roku z poziomu EN, ze względu na niedoszacowanie liczebności populacji – wcześniej podejrzewano, że liczy ona jedynie 2500–9999 osobników (BirdLife International 2016). Gatunek ten jest zwykle określany jako rzadki (Pratt i Beehler 2015).